# Nässlingen

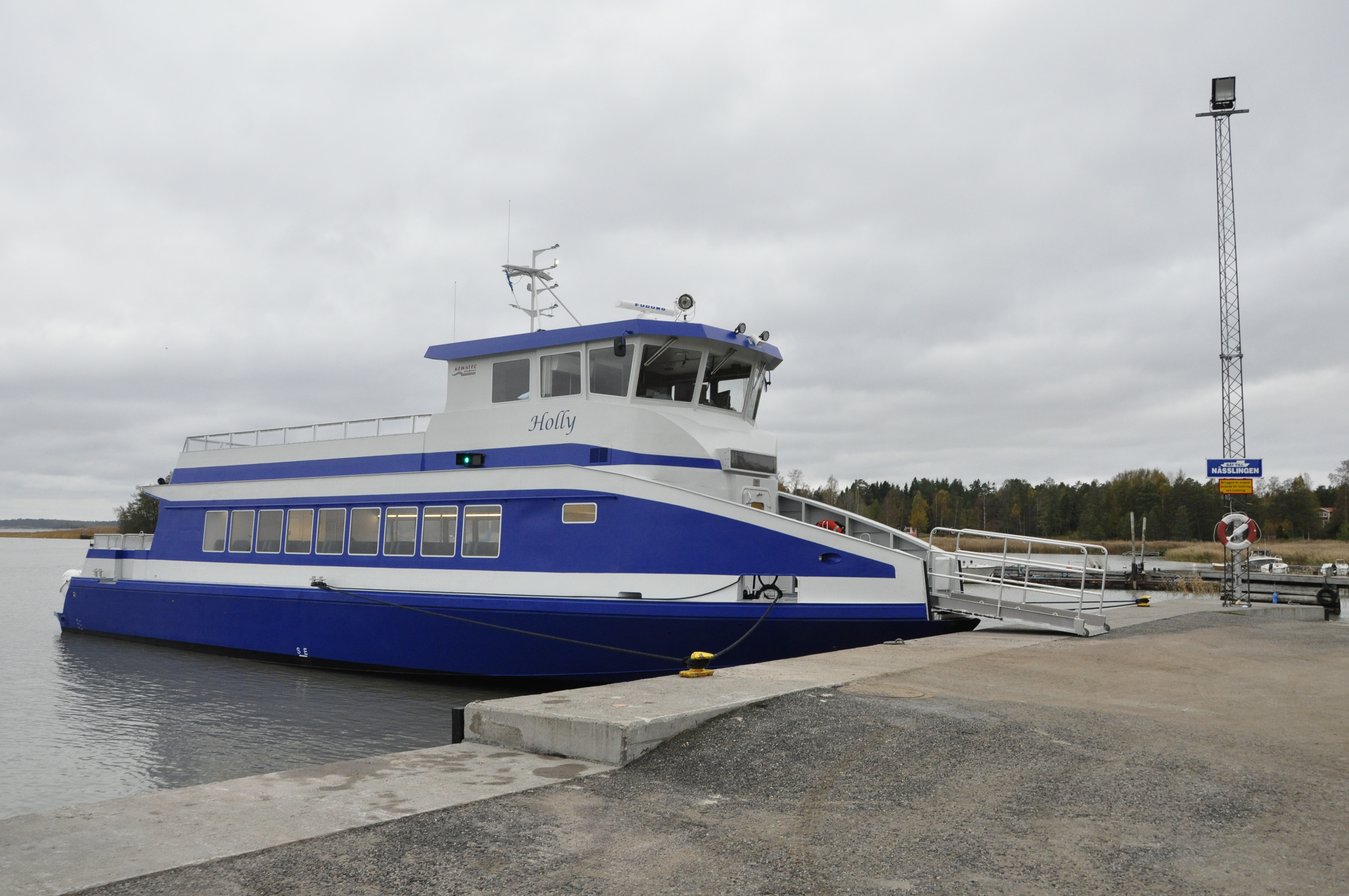
M/S Holly vid bryggan i Åsättra på Ljusterö.

Nässlingen är en ö i Österåkers kommun som ligger mellan Norra Ljusterö och Svartsö.
På 1940-talet köptes Nässlingen av Efraim Andersson (farfar till Benny Andersson). Efraim var kassör i snickarnas fackförening och lyckades intressera fackförbundet att köpa ön för att bygga en semesterby för förbundets arbetare.
År 1977 byggde Svenska byggnadsarbetareförbundet en konferensanläggning på Nässlingen.
Sedan maj 2014 ägs ön av Johan Pedersén som också driver hotell och konferensverksamheten .
Till Nässlingen kommer man med turbåten M/S Holly, som avgår från bryggan i Åsättra på Ljusterö.